# Főnix Aréna
La Főnix Aréna (jusqu'en 2021 Főnix Hall, (en hongrois : Főnix Csarnok)) est une aréna située à Debrecen en Hongrie. Il s'agit de la troisième plus grande salle du pays et la première en dehors de Budapest.
Elle est reliée par un tunnel au Hódos Imre Sportcsarnok, une plus petite salle où évolue notamment l'équipe de handball féminin du Debreceni VSC.

## Histoire
Le Főnix Csarnok se trouve sur l'emplacement de l'ancienne piscine de Debrecen, près du parc Nagyerdő sur Kassai út. Il a été bâti sur le modèle d'une salle de Talinn en Estonie. Sa construction a duré huit mois et a accueilli peu de temps après son inauguration les championnats du monde de gymnastique artistique 2002.

## Événements sportifs
La salle est inauguration à l'occasion d'un match de boxe catégorie poids lourds entre Zsolt Erdei et Jim Murray.
Elle accueille régulièrement des grandes compétitions de handball :
- Championnat d'Europe féminin de handball 2004
- Championnat d'Europe féminin de handball 2014
- Championnat d'Europe féminin de handball 2024
- Championnat du monde féminin de handball 2027

Parmi les autres événements sportifs accueillis, on trouve :
- Championnats du monde de gymnastique artistique 2002
- Championnat d'Europe de futsal 2010
- Championnat d'Europe féminin de basket-ball 2015
- Championnats du monde juniors de patinage artistique en 2016 et 2025